# Cunnawarra grayi
Espèce
Cunnawarra grayi est une espèce d'araignées aranéomorphes de la famille des Desidae.

## Distribution
Cette espèce est endémique de Nouvelle-Galles du Sud en Australie. Elle se rencontre dans la forêt nationale de la rivière Styx vers 950 m d'altitude.

## Description
La carapace de la femelle holotype mesure 2,8 mm de long sur 1,9 mm de large et l'abdomen 3,1 mm de long sur 2,0 mm de large. La carapace du mâle paratype mesure 2,9 mm de long sur 2,1 mm de large et l'abdomen 2,4 mm de long sur 1,7 mm de large. Les mâles mesurent de 4,9 à 5,5 mm.

## Étymologie
Cette espèce est nommée en l'honneur de Michael R. Gray.

## Publication originale
- Davies, 1998 : A revision of the Australian metaltellines (Araneae: Amaurobioidea: Amphinectidae: Metaltellinae). Invertebrate Taxonomy, vol. 12, no 2, p. 211-243.